# Katherine Erhardy
Katherine Erhardy, également créditée Catherine Erhardy, est une actrice française, née le 25 novembre 1959.

## Biographie
Katherine Erhardy est la fille d'un sculpteur de nationalité américaine, Joseph Erhardy, et d'une peintre et illustratrice néerlandaise, Mélanie Van Muyden. Elle est la seconde d'une fratrie de sept enfants, dont Mary Erhardy, photographe.
Elle est révélée en 1980 par le film Les Sous-doués, de Claude Zidi, où elle joue notamment aux côtés de Daniel Auteuil, Michel Galabru et Maria Pacôme.
En 1986 et 1987, Katherine Erhardy présente une quotidienne intitulée Juste ciel chaque soir sur FR3.

## Filmographie
Sauf indication contraire, les informations mentionnées dans cette section peuvent être confirmées par les bases de données cinématographiques IMDb et Allociné,  présentes dans la section « Liens externes ».

### Cinéma

#### Longs métrages

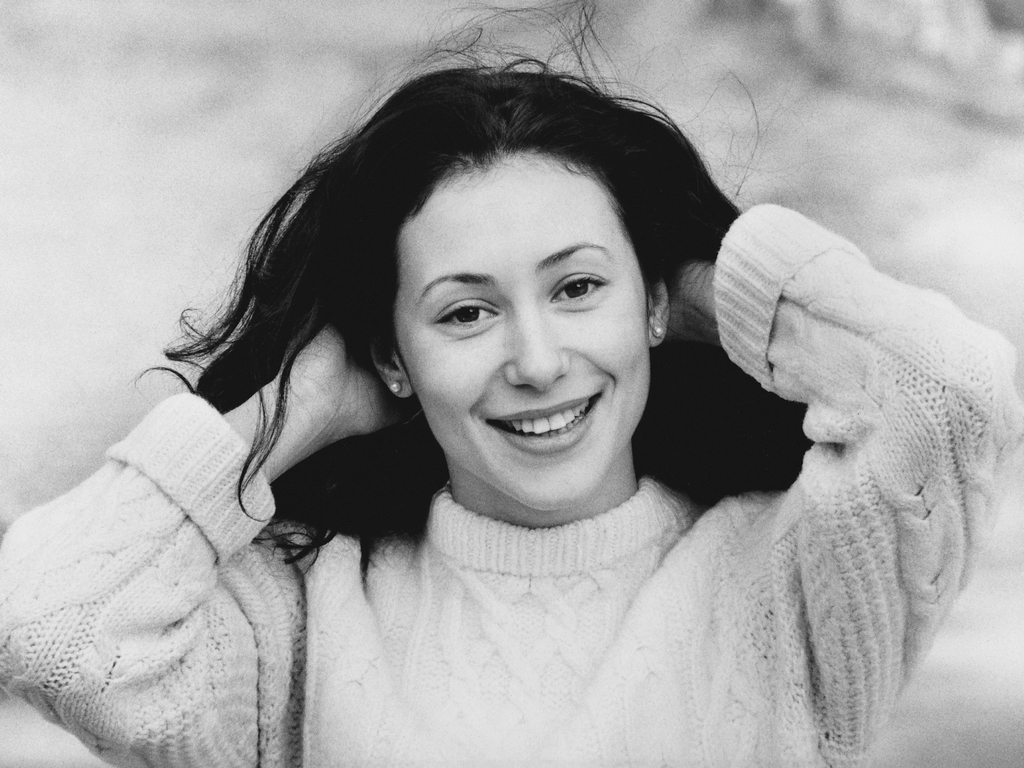
Katherine Erhardy en 1982.

- 1980 : Les Sous-doués de Claude Zidi : Jeanne Dutrete
- 1982 : Les Sous-doués en vacances de Claude Zidi : Jeanne Hamilton
- 1982 : Elle voit des nains partout de Jean-Claude Sussfeld
- 1987 : Funny Boy de Christian Le Hémonet : Dany
- 1989 : L'Autrichienne de Pierre Granier-Deferre
- 1999 : La Bûche de Danièle Thompson : Françoise
- 2001 : D'Artagnan (The Musketeer) de Peter Hyams : la mère de D'Artagnan
- 2008 : With all my heart
- 2008 : Comme les autres de Vincent Garenq ; Madame Charpentier, l'assistante sociale

#### Courts métrages
- 1986 : Blockhaus USA de Christian Le Hémonet
- 1994 : Nadine de Marc Salmon
- 2009 : Basket et Maths (collection Jeune et homo sous le regard des autres) de Rodolphe Marconi : la mère
- 2020 : The Beast de Pascal Lastrajoli : l'épouse
- 2023 : Même Pas Mal de Sarah Stern : Chantale

### Télévision

#### Téléfilms
- 1980 : Tarendol
- 1981 : Le Roman du samedi : Un prêtre marié
- 1986 : Le Cœur cambriolé de Michel Subiela
- 1989 : Adieu Christine
- 1990 : Le Denier du colt
- 1990 : Le Fantôme de l'Opéra (The Phantom of the Opera)
- 1994 : Le Bel Horizon
- 1995 : Les Maîtresses de mon mari
- 2006 : Ange de feu
- 2015 : Meurtres à La Rochelle d'Étienne Dhaene

#### Séries télévisées
- 1983 : La Taupe, saison 1, épisode 3
- 1988 : Carte de presse
- 1989 : La Vie Nathalie
- 1990 : Le Voyageur, épisode Living a Lie
- 1993 : Classe mannequin, épisode La Belle endormie : Virginie, la tante de Linda
- 1994 : Les Cordier, juge et flic, épisode L'Assassin des beaux quartiers
- 1982 : Les Cinq Dernières Minutes de Jean Chapot, La Tentation d'Antoine
- 1995 : Les Nouvelles Filles d'à côté - épisode 60 L'Huissier
- 1995 : Les Cinq Dernières Minutes de Jean Chapot, Deuil à Cognac
- 1997 : Nestor Burma (Sortie des artistes)
- 1998 : Un homme en colère (Meurtre aux urgences)
- 2000 : Affaires familiales
- 2005 : Docteur Dassin, généraliste, épisode Des secrets trop bien gardés
- 2005 : Faites comme chez vous !, épisode Carton rose
- 2007 : Greco, épisode Contact
- 2007 : Avocats et Associés, épisode Le Choix du père
- 2007 : S.O.S. 18, épisode Héritage
- 2008 : Tranches de vie
- 2008 : Coco Chanel
- 2011 : Le Jour où tout a basculé, épisode Mon fils est un dealer : Brigitte
- 2012 : Camping Paradis saison 3, épisode 4, La Bonne Aventure : Marielle
- 2012 : Plus belle la vie : Camille Balester
- 2012 : Scènes de ménages, 1 épisode
- 2012 : Le Jour où tout a basculé, épisode Mon père m'a fait commettre l'irréparable : Catherine
- 2013 : Petits secrets entre voisins (série de scripted reality), épisode Une bonne affaire
- 2014 : Le Jour où tout a basculé, épisode Retour tant espéré : Christine
- 2017 : Demain nous appartient : Fabienne Laval
- 2018 : Léna, rêve d'étoile (Find Me in Paris) : Gabrielle Carré
- 2022 : En famille, épisode Le Mariage de Marjorie : Nicole

## Théâtre
Sauf indication contraire ou complémentaire, les informations mentionnées dans cette section peuvent être confirmées par la base de données Les Archives du spectacle.
- 1978 : Le Malade imaginaire - M. Maréchal : Angélique - TEP - avec Catherine Lachens, Yann Babilé
- 1978 : L'Été de B. Betremieux : Lorette - en tournée avec J. Bouchaud et C. Evrard
- 1979 : Le Graal de M. Maréchal : Flore de Lis - Théâtre du Gymnase de Marseille - avec H. Quester, Lambert Wilson et J.C. Drouot
- 1992 : Ruy Blas de Georges Wilson : Casilda - Théâtre des Bouffes du Nord - avec Lambert Wilson, Jean-Claude Drouot et Étienne Chicot
- 2005 : Joli Coquelicot : Adrienne Bonnet, tournée en France
- 2006 : Lunes de miel de Bernard Murat : Sibylle - Tournée Théâtre Actuel avec P. Arditi et Évelyne Bouix
- 2010 : Faisons un rêve de Sacha Guitry - Bernard Murat avec Pierre Arditi - Tournée P. Legros